# Linduška úhorní
Linduška úhorní (Anthus campestris) je středně velký pták z čeledi konipasovitých.

## Taxonomie
Druh tvoří 2 poddruhy.
- A. c. campestris – linduška úhorní evropská obývá celou Evropu a Asii po jihozápadní Sibiř a severozápadní Kazachstán.
- A. c. griseus – linduška úhorní turkestánská žije na území dále na východ.[2]

## Popis
Velká linduška s délkou těla 15,5–18 cm. Je poměrně jednobarevně zbarvená, bez výrazného proužkování hřbetu a s neskvrněnou bělavou spodinou (nebo jen několik čárek po stranách hrudi). Na hlavě je nápadný světlý nadoční proužek. Výraznou částí opeření jsou tmavé střední krovky s kontrastním světlým lemem. Mladí ptáci mají výrazně čárkovaný hřbet a hruď.

## Rozšíření
Má palearktický typ rozšíření. Je tažná, zimuje v Sahelu, Egyptě, Arábii a Přední Asii. Hnízdí na písčitých místech a mýtinách.

## Výskyt v Česku
Dříve hnízdila na několika místech České republiky, v současnosti hnízdí pravidelně již jen v Podkrušnohoří; z jižní Moravy prakticky vymizela. V letech 2001–2003 byla její početnost odhadována na 20–40 párů ve srovnání se 100–200 páry v letech 1973–1977.

## Potrava
V potravě převládá hmyz, hlavně brouci a mravenci, v zimě občas požírá také semena a části rostlin.

## Hnízdění

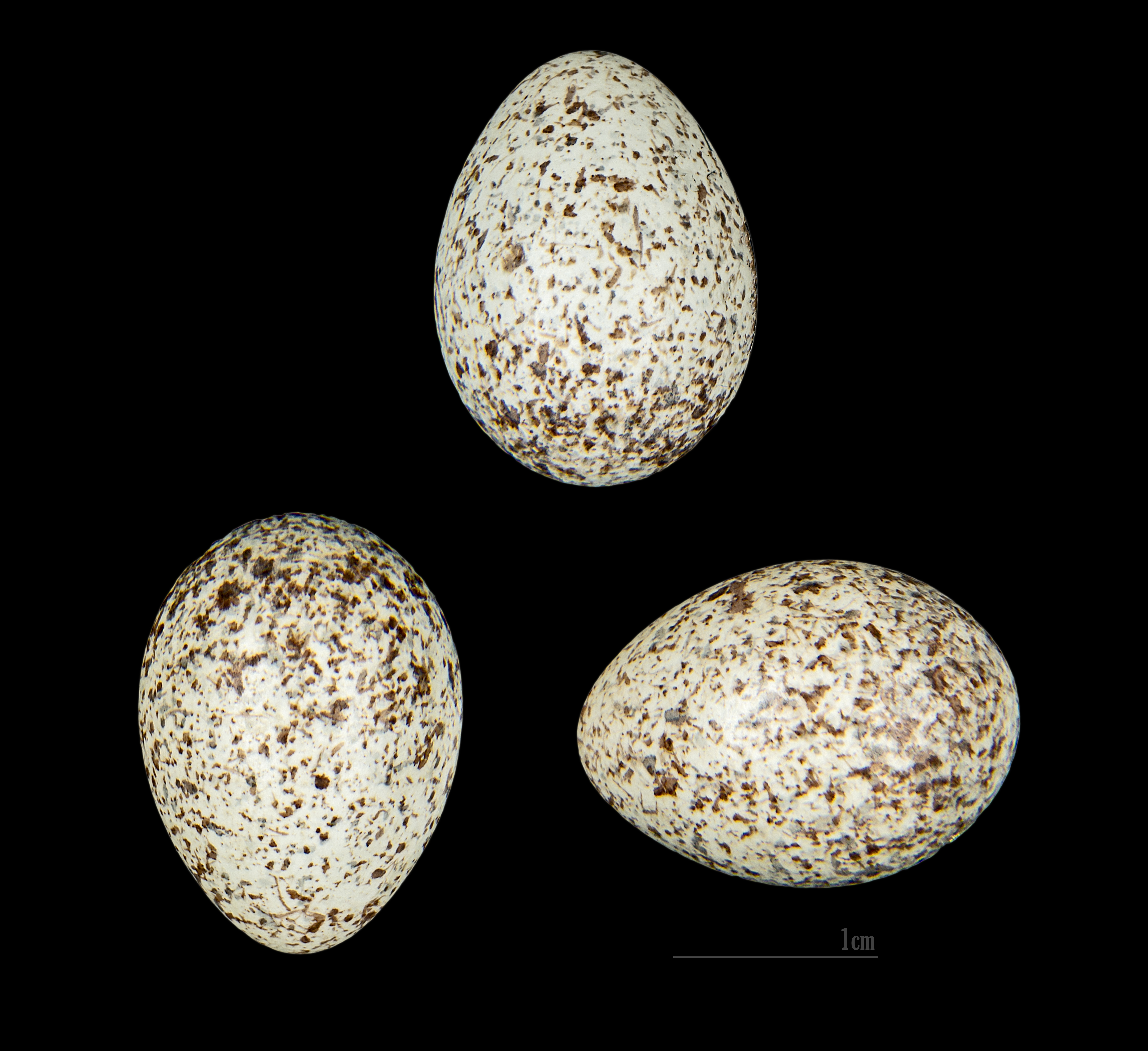
Anthus campestris

Hnízdí většinou monogamně, často se však vyskytují i případy bigynie. Hnízdo staví oba ptáci dobře skryté na zemi, většinou v prohlubenině nebo polodutině. Ročně mívá 1 až 2 snůšky po 4–5 bělavých, šedavých nebo nazelenalých, hustě hnědě skvrnitých vejcích o rozměrech 20,7 × 15,8 mm. Inkubace trvá 12–13 dnů, sedí pouze samice. Mláďata krmí většinou oba rodiče, přičemž samice aktivněji než samec. Hnízdní péče trvá 12–15 dnů.